# Aiguille de Rochefort
L'Aiguille de Rochefort  o Agulla de Rochefort és una muntanya de 4.001 metres que es troba entre les regions de l'Alta Savoia a França i la Vall d'Aosta a Itàlia. És el punt més alt de l'aresta Rochefort al Dôme de Rochefort.